# Thomasomys kalinowskii
Espèce
Synonymes
- Oryzomys kalinowskii Thomas, 1894 - protonyme

Statut de conservation UICN

 LC  : Préoccupation mineure
Thomasomys kalinowskii est une espèce de rongeurs de la famille des Cricétidés endémique du Pérou.

## Répartition et habitat
Cette espèce est présente dans les Andes au centre du Pérou. Elle vit dans la forêt tropicale humide entre 2 050 et 3 673 m d'altitude. Les arbres y mesurent 10 à 15 m de haut et sont couverts d'orchidées, de broméliacées, de fougères, de lichens et de mousses.

## Étymologie
Son nom spécifique, kalinowskii, lui a été donné en l'honneur de Jan Kalinowski (1860-1942), un zoologiste polonais.

## Publication originale
- (en) Oldfield Thomas, « XLIII.—Descriptions of some new Neotropical Muridæ », Annals and Magazine of Natural History, Londres, Taylor & Francis, vol. 14, no 83,‎ novembre 1894, p. 346–366 (ISSN 0374-5481, OCLC 1481361, DOI 10.1080/00222939408677813, lire en ligne).